# 8059 Deliyannis
8059 Deliyannis (1957 JP) là một tiểu hành tinh vành đai chính được phát hiện ngày 6 tháng 5 năm 1957, by Chương trình tiểu hành tinh Indiana ở Đài thiên văn Goethe Link gần Brooklyn, Indiana. Nó được đặt theo tên Constantine Deliyannis, an Đại học Indiana faculty member.